# Armando Salgado
Armando Lenin Salgado Salgado (Iguala, Guerrero, 12 de mayo de 1938-Cuernavaca, Morelos, 14 de abril de 2018) fue un fotógrafo y fotoperiodista mexicano, que documentó movimientos sociales del siglo XX en México a través de su lente. Es reconocido por ser autor de la imagen del «Halcón icónico», la más difundida sobre la Matanza del Jueves de Corpus, y el retrato del guerrillero Genaro Vázquez.

## Trayectoria
Nació en el Hospital General de la Ciudad de México en 1938 y creció en la ciudad de Iguala, en el estado de Guerrero. Luego de tener distintos oficios, mientras trabajaba como taxista presentó al periodista Raúl Prieto «Nikito Nipongo», entonces director de la revista Sucesos, unas fotografías sobre unos vendedores en el rumbo de Tacuba, mismas que le fueron aceptadas. Salgado fue influenciado por la película Federico Fellini, La dolce vita y compró una cámara marca Yashica en el Nacional Monte de Piedad.
Como fotorreportero, realizó la cobertura en 1967 del alzamiento de las Fuerzas Armadas Revolucionarias de Colombia para la revista Sucesos. También fue colaborador de la revista Life.
Estuvo presente en la manifestación del 10 de junio de 1971 en donde tomó la imagen del «Halcón icónico», una fotografía del halcón conocido como «El Gene» gritando furioso con una vara de kendo sobre la calzada México-Tacuba. Tanto los Halcones como la Policía de la Ciudad de México atacaron directamente a reporteros y fotógrafos que cubrían la marcha con el fin de destruir la evidencia del ataque, como Miguel Rodríguez de Novedades, y Anthony Halik de la NBC. Según el testimonio de Salgado, se ocultó de las balas y de la represión refugiándose en una vinatería en donde se ocultaba el también periodista Francisco Zúñiga Canales. Una vecina de la colonia Agricultura ayudó a Zúñiga y a Salgado a salir de la zona, ocultando los rollos de las fotografías de los Halcones en una bolsa de pan. Salgado entregó las fotografías al siguiente día a la revista ¿Por qué? y a la publicación estadounidense Time, lo que provocó que diversos medios nacionales y extranjeros retomaran las fotografías que contradecían la versión oficial de que el grupo paramilitar no existía, como afirmó el gobierno la noche de los hechos. La revista ¿Por qué?, para la cual colaboraba Salgado, publicaría como portada la foto con el titular «A nadie engaña el regente. La matanza fue oficial» el 24 de junio de 1971.
Posteriormente Salgado logró fotografiar a Genaro Vázquez en la sierra de Guerrero, en donde le tomó los retratos más conocidos del guerrillero. La fotografía fue publicada en la portada de ¿Por qué? el 22 de julio de 1971. Ello provocó la furia de la Dirección Federal de Seguridad (DFS) y de su titular, Miguel Nazar Haro, quien lo torturó personalmente diciéndole, además, su frase «encierro, destierro y entierro» luego de ser detenido arbitrariamente con el fin de que revelara como dio con Vázquez, a quien la DFS perseguía con miles de elementos. Nazar lo acusó de ser parte de la guerrilla. Salgado fue salvado de la muerte por la presión de medios como Excélsior, The New York Times y la agencia Prensa Latina, que reclamaron su presentación con vida. Fue liberado diez días después.
La detención provocó que los medios de comunicación no aceptaran más fotografías de Armando Salgado, siendo vetado de colaborar en la prensa mexicana, por lo que tuvo que abandonar su carrera periodística. Falleció en Cuernavaca, en 2018, víctima de cáncer. Dejó un legado de 4 500 imágenes.

## Publicaciones
- Una vida de guerra (Planeta, 1991, reeditado en 2011).